# Zwemmen op de Olympische Zomerspelen 2024 – 4×200 meter vrije slag vrouwen
De 4×200 meter vrije slag vrouwen op de Olympische Zomerspelen 2024 vond plaats op 1 augustus 2024 in de Paris La Défense Arena. Regerend olympisch kampioen was China.

## Records
Voorafgaand aan het toernooi waren dit het wereldrecord en het kampioenschapsrecord
| Wereldrecord     | Australië Mollie O'Callaghan Shayna Jack Brianna Throssell Ariarne Titmus | 7.37,50 | Fukuoka | 27 juli 2023 |
| Olympisch record | China Yang Junxuan Tang Muhan Zhang Yufei Li Bingjie                      | 7.40,33 | Tokio   | 30 juli 2021 |

## Uitslagen
De snelste acht teams in de series kwalificeerden zich voor de finale.

### Series
| Rang | Serie | Baan | Land             | Namen | Tijd    | Bijz. |
| ---- | ----- | ---- | ---------------- | --- | ------- | ----- |
| 1    | 2     | 4    | Australië        | Lani Pallister (1.55,74) Jamie Perkins (1.56,78) Brianna Throssell (1.55,82) Shayna Jack (1.57,29)                        | 7.45,63 | Q     |
| 2    | 2     | 2    | Hongarije        | Nikolett Pádár (1.57,82) Minna Ábrahám (1.57,48) Ajna Késely (1.58,97) Panna Ugrai (1.57,98)                              | 7.52,25 | Q     |
| 3    | 2     | 5    | China            | Tang Muhan (1.59,31) Kong Yaqi (1.59,33) Ge Chutong (1.57,88) Liu Yaxin (1.55,84)                                         | 7.52,36 | Q     |
| 4    | 1     | 4    | Verenigde Staten | Anna Peplowski (1.57,98) Erin Gemmell (1.56,77) Simone Manuel (1.58,50) Alex Shackell (1.59,47)                           | 7.52,72 | Q     |
| 5    | 1     | 3    | Brazilië         | Maria Fernanda Costa (1.56,89) Stephanie Balduccini (1.57,93) Maria Paula Heitmann (1.59,43) Gabrielle Roncatto (1.58,56) | 7.52,81 | Q     |
| 6    | 2     | 3    | Canada           | Emma O'Croinin (2.00,27) Ella Jansen (1.58,25) Julie Brousseau (1.57,93) Mary-Sophie Harvey (1.56,58)                     | 7.53,03 | Q     |
| 7    | 1     | 5    | Groot-Brittannië | Freya Anderson (1.57,31) Abbie Wood (1.57,15) Lucy Hope (1.59,29) Medi Harris (1.59,74)                                   | 7.53,49 | Q     |
| 8    | 1     | 6    | Nieuw-Zeeland    | Erika Fairweather (1.56,04) Eve Thomas (1.59,29) Caitlin Deans (1.59,11) Laticia-Leigh Transom (1.59,93)                  | 7.54,37 | Q     |
| 9    | 2     | 1    | Italië           | Sofia Morini (1.58,26) Giulia D'Innocenzo (1.58,43) Matilde Biagiotti (1.59,23) Giulia Ramatelli (1.59,37)                | 7.55,29 |       |
| 10   | 1     | 1    | Duitsland        | Isabel Gose (1.58,63) Nicole Maier (1.58,76) Julia Mrozinski (1.59,64) Nele Schulze (1.58,54)                             | 7.55,57 |       |
| 11   | 2     | 7    | Israël           | Anastasia Gorbenko (1.58,30) Daria Golovaty (1.58,02) Ayla Spitz (2.01,02) Lea Polonsky (1.58,65)                         | 7.55,99 |       |
| 12   | 2     | 6    | Nederland        | Janna van Kooten (1.59,86) Imani de Jong (2.00,74) Silke Holkenborg (2.00,19) Marrit Steenbergen (1.56,79)                | 7.57,58 |       |
| 13   | 1     | 2    | Japan            | Nagisa Ikemoto (1.58,68) Waka Kobori (1.58,53) Hiroko Makino (2.00,68) Rio Shirai (2.01,21)                               | 7.59,10 |       |
| 14   | 1     | 7    | Frankrijk        | Lucile Tessariol (2.00,01) Assia Touati (2.00,11) Marina Jehl (1.59,61) Anastasiia Kirpichnikova (2.00,25)                | 7.59,98 |       |
| 15   | 2     | 8    | Spanje           | María Daza (2.01,42) Alba Herrero (1.59,43) Paula Juste (1.59,54) Ainhoa Campabadal (1.59,84)                             | 8.00,23 |       |
| 16   | 1     | 8    | Turkije          | Gizem Güvenç (1.59,72) Ela Naz Özdemir (2.00,99) Ecem Dönmez (2.01,55) Zehra Bilgin (2.02,92)                             | 8.05,18 |       |

### Finale
| Rang   | Baan | Land             | Namen | Tijd    | Bijz. |
| ------ | ---- | ---------------- | --- | ------- | ----- |
| Goud   | 4    | Australië        | Mollie O'Callaghan (1.53,52) Lani Pallister (1.55,61) Brianna Throssell (1.56,00) Ariarne Titmus (1.52,95)                   | 7.38,08 | OR    |
| Zilver | 6    | Verenigde Staten | Claire Weinstein (1.54,88) Paige Madden (1.55,65) Katie Ledecky (1.54,93) Erin Gemmell (1.55,40)                             | 7.40,86 |       |
| Brons  | 3    | China            | Yang Junxuan (1.54,52) Li Bingjie (1.55,05) Ge Chutong (1.57,45) Liu Yaxin (1.55,32)                                         | 7.42,34 |       |
| 4      | 7    | Canada           | Mary-Sophie Harvey (1.56,33) Ella Jansen (1.57,50) Summer McIntosh (1.53,97) Julie Brousseau (1.58,25)                       | 7.46.05 |       |
| 5      | 1    | Groot-Brittannië | Freya Colbert (1.55,95) Abbie Wood (1.56,57) Freya Anderson (1.56,15) Lucy Hope (1.59,56)                                    | 7.48,23 |       |
| 6      | 5    | Hongarije        | Nikolett Pádár (1.56,14) Minna Ábrahám (1.57,23) Ajna Késely (1.59,45) Panna Ugrai (1.57,70)                                 | 7.50,52 |       |
| 7      | 2    | Brazilië         | Maria Fernanda Costa (1.56,06 AR) Stephanie Balduccini (1.57,32) Maria Paula Heitmann (2.00,54) Gabrielle Roncatto (1.58,98) | 7.52,90 |       |
| 8      | 8    | Nieuw-Zeeland    | Erika Fairweather (1.56,82) Eve Thomas (1.59,48) Caitlin Deans (1.59,79) Laticia-Leigh Transom (1.59,80)                     | 7.55,89 |       |